# Hrvatske oružane snage
Hrvatske oružane snage (HOS) je ime za vojne snage u NDH, nakon njihove reorganizacije u studenom 1944. godine, u kojoj su bili definitivno u jedinstvenu vojsku spojeni Domobranstvo i Ustaška vojnica. Ove snage su djelovale sve do poraza NDH u svibnju 1945. Poznata je i pod imenom Hrvatska domovinska vojska.
Oružane snage Nezavisne Države Hrvatske bile su podijeljene na četiri skupine: Ustaška vojnica, Oružništvo, Domobranstvo te razne poluvojničke postrojbe.
Glavni izvor formiranja časničkog kadra Hrvatskih oružanih snaga su bili Hrvati koji su ranije službovali u vojnim snagama Kraljevine Jugoslavije, a angažiran je i dio već starijih časnika koji su služili u vojsci Austro-Ugarske. Jedan dio časnika su bili i pripadnici ustaškog pokreta koji su se bili pridružili Anti Paveliću u emigraciji, i potom dobili visoka vojna promaknuća. Naoružanje i opremu je na početku osigurala Njemačka iz zaliha zaplijenjenog oružja poraženih jugoslavenskih, čeških, poljskih i francuskih postrojbi, koje je nerijetko bilo zastarjelo i dotrajalo. Od 1943. godine je dolazilo i naoružanje koje su Nijemci zaplijenili od talijanske vojske, te novoproizvedeno naoružanje njemačkog podrijetla.
Dio HOS-a je činilo i Zrakoplovstvo NDH, respektabilne veličine, a Mornarica Nezavisne Države Hrvatske je bila mala i do Kapitulacije Italije smjela je imati jedino riječne brodove.
Mnogi vojni obveznici NDH su bivali upućeni na službu u njemačkih vojnim postrojbama, uključivo one koje nisu bile raspoređene na području NDH. Tako je u listopadu 1943. godine bilo u postrojbe NDH uključeno 92.246 pripadnika (od toga, oko petine u raznim policijskim postrojbama), dok je u njemačkim vojnim postrojbama služilo čak 170.080 vojnih obveznika NDH.
Nakon zarobljavanja na kraju rata, pripadnici Hrvatskih oružanih snaga - koje su tada brojale oko 220.000 ljudi - su se pretežno predali britanskih snagama kod Bleiburga, te potom velikim dijelom pobijeni od snaga Jugoslavenske armije.

## Povijest

### Pozadina
Nakon uhićenja ustaškog krilnika Ante Vokića, Ante Pavelić i ustaški krugovi su preuzeli čvršći nadzor nad svim oružanim snagama NDH. Odlučilo se stvoriti jedinstvenu vojsku koja bi bila prožeta ustaškim duhom i kojoj bi na čelu bili ustaški časnici. Na temelju zapovijedi Ministarstva oružanih snaga (MINORS) od 21. studenog 1944. počeo je proces nove reorganizacije oružanih snaga NDH, u kojem su Domobranstva i Ustaške vojnice sjedinjeni u Hrvatske oružane snage (HOS). Ta reorganizacija označila je i posljednje razdoblje u razvoju oružanih snaga Nezavisne Države Hrvatske. U već prije planiranih 17 divizija u sklopu triju zbornih područja ušli su i ustaški zdrugovi (brigade), dok je Zapovjedništvo Ustaške vojnice raspušteno.

### Početci 1941. godine
Na dan samog proglašenja NDH 10. travnja 1941. godine donijet je i Zakon o osnutku vojske i mornarice, kojega je potpisao vojskovođa (ranije pukovnik u austrougarskoj i vojski Države SHS, te potom do 1921. u vojsci Kraljevine Jugoslavije) Slavko Kvaternik; njega će Ante Pavelić odmah promaknuti u čin maršala. Samim tim zakonom, oslobođeno je sve vojno osoblje obveze službe u vojnim postrojbama Kraljevine Jugoslavije, a djelovanje kao da se pripada toj vojsci je zabranjeno pod prijetnjom smrtne kazne. Zakonom je bilo predviđeno da se može određene kategorije vojnih obveznika, bez obzira na čin, staviti izvan vojne službe; makar u zakonu to nije izrijekom pisalo, razumijevalo se da se to odnosi na etničke Srbe (vlasti NDH su Srbe službeno zvale "pravoslavci" "grko-iztočnjaci") i Židove. 7. svibnja 1941. je Ministarstvo domobranstva RH dalo službeno objašnjenje da "prema ustaškim načelima, služba u oružanim snagama predstavlja čast za svakog rasno čistog Hrvata", dodajući da će i u pogledu tih "rasno čistih Hrvata" biti u obzir za djelatnu vojnu službu - među onima koji podnesu molbu za prijam - uzimani časnici i dočasnici koji su oduvijek bili odani hrvatskom narodu. Od 8. svibnja do 31. prosinca 1941. godina je molbu za prijam u djelatnu vojnu službu predao 31 general i 2.662 časnika s činovima iz jugoslavenske i austrougarske vojske; među njima je u službu ipak primljen stanoviti broj Srba i Slovenaca koji su bili časnici u jugoslavenskoj vojsci, a u medicinskim postrojbama bilo je više desetaka liječnika Židova. U vojnu službu je mobiliziran i dio časnika koji nisu bili podnijeli molbu.
Oružane snage NDH zauzele su većinu vojnih objekata i arhiva bivših jugoslavenskih vojnih snaga, ali ne i njihovo naoružanje i opremu, koje je predstavljalo ratni plijen njemačkih i talijanskih vojnih snaga. Manju količinu jugoslavenskog oružja su pripadnici Hrvatske građanske i seljačke zaštite i malobrojne ustaške postrojbe uspjeli sakriti pred Talijanima i Nijemcima. Nijemci su razmontirali i odvezli jedine dvije tvornice streljiva kod Sarajeva. Makar su se Rimskim ugovorima od 18. svibnja 1941. god. Talijani bili obvezali pomoći kod opremanja Oružanih snaga NDH (a NDH nije bila slobodna razvijati svoje vojne snage bez sudjelovanja Italije), oni su s time odugovlačili, te su dali samo 35 malih tenkova, te nešto pušaka i drugog lakog oružja zaplijenjenog od jugoslavenske vojske. Stoga se vrh NDH obratio za pomoć Nijemcima, te su Nijemci od kraja ljeta, pa do završetka 1941. godine - ne pitajući za suglasnost Talijane i bez objavljivanja detalja - iz zaliha zaplijenjenog jugoslavenskog, češkog, poljskog i francuskog oružja stavili na raspolaganje sve što je trebalo za opremanje planiranih 5 divizija vojske NDH; zauzvrat je NDH dala vojne obveznike za popunu 369. hrvatske pješačke pukovnije Wehrmachta.
Hrvatske oružane snage su počivale na Hrvatskom domobranstvu, u sklopu kojega je policijske zadaće obavljalo Oružništvo, koje je preuzelo dio kadra Žandarmerije Banovine Hrvatske i ubrzo doseglo oko 5.000 pripadnika, a do kraja 1941. oko njih 8.000. Ustaška vojnica, kao stranačka vojska Ustaškog pokreta, koja je službeno osnovana 11. travnja 1941. godina, nastavila je djelovati, te je ubrzo dosegla oko 5.000 pripadnika. Ispočetka se mnogo dragovoljaca samoinicijativno proglašavalo ustašama i oblačilo se u ustaške uniforme; Ministarstvo domobranstva NDH je početkom ljeta 1941. procijenilo broj tih dragovoljaca na 25 do 30 tisuća. Režim će ove dragovoljce, koji nisu bili podvrgnuti uredno uspostavljenom sustavu zapovijedanja i koji su se upustili u razne kriminalne aktivnosti i čak pokolje nazvati "divljim ustašama", te će nemali broj njih biti narednih mjeseci izvrgnut prijekim sudovima zbog počinjenih zločina i strijeljan.
Neke postrojbe Ustaške vojnice su se ubrzo iskazale predanošću u borbi i provođenju represalija prema nalogu režima, osobito Crna Legija koja je bila uglavnom popunjena obveznicima koji su izbjegli pred četnicima u Istočnoj Bosni pod zapovjedništvom Jure Francetića i Rafaela Bobana, te Ustaški obrambeni sdrug osnovan krajem 1941. god. pod zapovjedništvom Vjekoslava Luburića; drugima je nedostajalo i stege, i profesionalnog vodstva.
Hrvatske oružane snage su od početka do kraja svojega postojanja u velikoj mjeri ovisile o Njemačkoj pomoći i bili podvrgnute njihovom nadzoru, od čega su se donekle branile davanjem nepotpunim izvještavaja čak i o vlastitom brojnom stanju.
Hrvatsko domobranstvo nije bilo indoktrinirano ustaškom ideologijom (što će se 1944. godine jasno vidjeti kod pripremanja Urote Lorković-Vokić), što je predstavljalo izvor stanovitih napetosti. Već u izvještaju od 13. rujna 1941. godine njemački general Gleise von Horstenau govori da od svojih kolega nekadašnjih austrougarskih časnika koji sada služe u Domobranstvu svakodnevno čuje izraze sumnji u opravdanost svoje službe NDH, što da u velikoj mjeri vrijedi i za mlađe naraštaje običnih domobrana. Među časnicima su prevladavali Hrvati koji su ranije službovali u vojnim snagama Kraljevine Jugoslavije, te između njih i ustaša nikada nije uspostavljeno neko povjerenje. Srba je u vojnoj službi NDH bilo malo, ali su se neki pokazali kao pouzdani i sposobni zapovjednici, te su među njima Fedor Dragojlov, Đuro Gruić i Lavoslav Milić proizvedeni u generalske činove.
Zrakoplovstvo NDH osnovano je 19. travnja 1941. godine, a dan ranije je određeno ustrojavanje Mornarice Nezavisne Države Hrvatske, koja je imala brodovlje i mornaričko pješaštvo jedino na rijekama Savi i Dunavu: Talijani nisu htjeli da na Jadranu djeluje niti jedna mornarica, osim njihove vlastite.
Nakon što su Rimskim ugovorima proglašene talijanske vojne snage "posadnim" umjesto "okupacijskim", one su ubrzo počele surađivati s četnicima, dio kojih su plaćali kao Dobrovoljačku antikomunističku miliciju, te su jako ograničili prisutnost Hrvatskih oružanih snaga na području svoje odgovornosti i čak podvrgnuli civilne vlasti NDH svojim vojnim snagama, što je prozvano "reokupacijom". Talijanska vojska, koja je kontrolirala cjelokupno područje NDH od linije Karlovac – Mostar prema moru, držala se prilično neprijateljski i prema hrvatskom pučanstvu, i prema postrojbama Hrvatskih oružanih snaga, ali je potkraj listopada 1941. na pregovorima u Zagrebu ugovoreno da NDH mora platiti troškove uzdržavanja 150.000 talijanskih vojnika na svojem teritoriju.
Tijekom 1941. godine su vojne snage NDH angažirane u ratnim operacijama protiv ustanika, koji se s vremenom dijele na četnike i partizane. I jednima i drugima se prema kraju godine pridružuje znatan broj boraca pristiglih s teritorija Srbije.

### 1942. godina
26. lipnja 1942. godine je Oružništvo podvrgnuto Ustaškoj vojnici, na ogorčenje časnika Domobranstva. Potom su u srpnju i kolovozu 1942. godine sve oružane snage službeno postale dio Ustaške vojnice (makar su domobranska i ustaška zapovjedništva i nadalje ostala odvojena); koja se sastojala od stajaćih djelatnih sdrugova, Poglavnikovih tjelesnih sdrugova, Hrvatskog oružništva, prometnih sdrugova, redarstvene straže, Ustaške nadzorne službe, vojne akademije, pripremne ustaške bojne, te Ustaškog stegovnog i kaznenog suda.
Gleise von Horstenau izvješćuje 19. svibnja 1942. god. njemačko zapovjedništvo, da se na pozive za službu u Domobranstvu odaziva svega oko polovice pozvanih vojnih obveznika. Na časnike i vojnike Domobranstva izgleda ima utjecaja pacifistička propaganda iz redova HSS-a, a demoralizira ih i oholo držanje njemačkih časnika s kojima zajednički obavljaju borbene zadaće. Hrvatske oružane snage i dalje raspolažu oružjem koje su Nijemci zarobili od raznih poraženih vojski, koje je nerijetko dotrajalo i zastarjelo; streljivo je također nerijetko nezadovoljavajuće.
Izvještaji govore kako su oružane snage NDH sredinom 1942. brojile oko 125.000 ljudi, a krajem iste godine 167.000, od toga 42.000 u sastavu ustaških postrojbi. U te brojke su očito uključeni i vojni obveznici NDH uključeni u one njemačke postrojbe koje su - makar uz njemačke časnike i dočasnike, te njemački službeni jezik - na jednom od rukava nosili hrvatski grb i kod vojničke prisege istodobno zavjetovali odanost Hitleru i Paveliću.
28. listopada 1942. godine je pod vodstvom njemačkog generala Rudolfa Lütersa uspostavljeno Zapovjedništvo zapovjednika njemačkih postrojbi u Hrvatskoj, te su postrojbe NDH na područjima gdje su djelovale njemačke postrojbe stavljane pod njemačko operativno vodstvo. Kako su njemačke postrojbe poduzimale vojne aktivnosti na sve većem području, s vremenom će skoro sve postrojbe NDH doći pod izravno zapovjedništvo njemačkih vojnih stožera. Nakon što je bilo na području NDH sredinom 1941. godine oko 40.000 njemačkih vojnika (te je njihovo uzdržavanje stajalo NDH 4 milijuna maraka mjesečno), do kraja 1942. godine njihov broj se povećava na oko 75.000 ljudi. Talijani na području NDH imaju oko 220.000 vojnika sredinom, i 250.000 krajem 1942. godine, ali od NDH uglavnom samo uzimaju novac za uzdržavanje te velike vojske: na terenu surađuju s četnicima, brojnost čijih postrojbi raste s oko 18.000 sredinom godine do oko 40.000 pripadnika na kraju godine (brojka obuhvaća samo pripadnike postrojbi stalnijeg karaktera). Za razliku od stanja 1941. godine, snage NDH ne ulaze u veće sukobe s četnicima, nego s njima preko volje surađuju, kako su to već uredili Talijani. Usprkos povećanom angažmanu Njemačke i Talijanske vojske, partizani, osloncem na područja gdje su pod talijanskim pokroviteljstvom bili 1941. godine buknuli ustanci srpskog stanovništva, uspijevaju uspostaviti svoju kontrolu nad znatnim ruralnim područjem NDH - skoro polovinom teritorija NDH s preko 2 i pol milijuna stanovnika. Borbe s partizanskim postrojbama, čiji broj raste od oko 20 tisuća sredinom do ukupno 42.000 (do 100.000, s naoružanim pristalicama u seoskim stražama) krajem 1942. godine ostaje glavnom borbenom zadaćom postrojbi NDH.

### 1943. godina
Nakon kapitulacije Italije, imale su Oružane snage NDH pod svojim zapovjedništvom 92.246 pripadnika, od čega 18.000 u Oružništvu, 25.000 u Ustaškoj vojnici (od toga 6.000 u Poglavnikovom tjelesnom sdrugu), 9.775 u Zrakoplovstvu NDH i 1.262 u Mornarici Nezavisne Države Hrvatske. Daljnjih čak 170.080 vojnih obveznika NDH nalazilo se na službu u njemačkim vojnim postrojbama, od toga njih 62.760 u njemačkim vojnim postrojbama za čiju je opskrbu bila odgovorna NDH.
Prema kraju godine, kreću dezertiranja. Prema njemačkom izvješću od 30. studenog 1943. god., samo iz 3. lovačkog (domobranskog) sdruga dezertiralo je 2.217 vojnika, iz 2. lovačkog sdruga njih 786 pripadnika, a iz 4. lovačkog sdruga 1.097. Na drugim mjestima su cjelokupne domobranske postrojbe s oružjem predale svoje položaje partizanima, ili prešle na njihovu stranu. Dio časnika NDH je partizanima davao obavještajne informacije i na druge načine surađivao s njima.
Njemačka, za potrebe borbe protiv partizana i preveniranje iskrcavanja Saveznika na hrvatskoj obali, u sve većoj mjeri mobilizira ljudstvo za svoje legionarske postrojbe u sastavu Wehrmachta i SS-a (tako 369. "Vražja" divizija; 373. "Tigar" divizija; 392. "Plava" divizija, 13. oružana gorska divizija SS-a "Handžar" i 23. oružana gorska divizija SS-a "Kama"), koje su bolje naoružane, discipliniranije i učinkovitije od postrojbi Hrvatskih oružanih snaga; veliki dio redarstvenih poslova u NDH preuzima Njemačka redarstvena organizacija u Hrvatskoj, a obavještajne poslove preuzimaju izravno Gestapo i Sicherheistdienst. Djeluju u skladu s potrebama na području NDH i postrojbe sastavljene od samih Nijemaca s drugih područja. Troškovi njemačkih okupacijskih postrojbi naplaćivani su od NDH, te je uzdržavanje oko 220.000 njemačkih vojnika krajem 1943. godine koštalo NDH 46,8 milijuna maraka mjesečno.
Borba s četnicima i dalje ne predstavlja zadaću snaga NDH, makar s njima jedva da ima neke neposredne suradnje i makar je Draža Mihailović u prvoj polovici 1943. god. prebacio na područje NDH 20.000 četnika s područja Srbije i Crne Gore, obećavajući izbjegličkoj vladi u Londonu da će s tim snagama rušiti NDH: nakon kapitulacije Italije, nastaje (i) kod četnika dosta dezerterstva i prelazaka na stranu partizana, a preostale četnike na području NDH - njih oko 35.000 u stalnim četničkim postrojbama - prezimaju pod svoju kontrolu njemačke snage. Međutim partizani počinju dobivati opskrbu i drugu pomoć od Britanaca, te njihov broj na području NDH raste od oko 70.000 sredinom 1943. na oko 130.000 krajem godine. Oduševljenje za pristupanje partizanima je osobito poraslo nakon Kapitulacije Italije u rujnu 1943. godine, da bi potom veliki broj tih partizanskih dragovoljaca dezertirao. U vrijeme kada su gradovi u Hrvatskoj bili izloženi snažnim savezničkim bombardiranjima, a partizani mnogo bolje naoružani (osim britanskim oružjem, također i naoružanjem koje im je predala talijanska vojska nakon kapitulacije), zadaće snaga NDH bile su sve teže.

### 1944. godina
Tijekom 1944. godine se usprkos borbama s partizanima vojno stanje u NDH donekle konsolidiralo, ali je krajem ljeta 1944. godine bila je organizirana Urota Lorković-Vokić, koja je naišla na znatnu potporu u redovima Domobrana. Urota čiji je cilj bio da NDH pređe na stranu Saveznika kako je ranije iste godine bila učinila Bugarska, propala je kada je postalo jasnim da se Saveznici ne namjeravaju iskrcati na hrvatskoj obali Jadrana.
Kao odgovor na potrebu da se pod bolju kontrolu stave očito nepouzdane domobranske postrojbe, pristupilo se u studenom 1944. godine reorganizaciji koja je uključivala spajanje domobranskih i ustaških postrojbi u zajedničke divizije.
Do kraja 1944. ustrojeno je 16 divizija koje su bile raspoređene diljem NDH:
| Naziv divizije                       | Zapovjednik                            | Sastav                                                                           | Stožer              | Područje djelovanja                                                                                         |
| ------------------------------------ | -------------------------------------- | -------------------------------------------------------------------------------- | ------------------- | --- |
| 1. hrvatska udarna (u postrojavanju) |                                        |                                                                                  |                     | |
| 2. hrvatska                          | general Mirko Gregurić                 | 20. (zagrebački) pješački zdrug XX. (zagrebački) ustaški zdrug XV. ustaški zdrug | Zagreb              | Ivančica, Krapina, Samobor, Klinča Sela, Kravarsko, Turopolje, Sesvete, Kašina, Zlatar                      |
| 3. hrvatska                          | general Stjepan Mifek                  | 8. lovački zdrug II. ustaški zdrug XIII. ustaški zdrug                           | Vinkovci            | Velika župa Vuka, Baranja, Čađavica, Čačinci, Levanjska Varoš, Vrpolje, Babina Greda, Sava                  |
| 4. hrvatska                          | general Antun Nardelli                 | 7. lovački zdrug VIII. ustaški zdrug 14. pješački zdrug                          | Dvor na Uni         | Turopolje, Lekenik, Žirovac, Mrazovac, Rašće                                                                |
| 5. hrvatska                          | ustaški pukovnik Rafael Boban          | V. ustaški zdrug 11. pješački zdrug                                              | Bjelovar            | Drava, Ludbreg, Križevci, Čazma, Moslavačka gora, Grubišno Polje, Virovitica                                |
| 6. hrvatska                          | general Vladimir Metikoš               | X. ustaški zdrug 15. pješački zdrug                                              | Banja Luka          | Pakrac, Garešnica, Voloder, Sunja, Dubica, Prijedor, Krupa, Kotor Varoš, Hrvaćani, Vrbas, Medari, Dragalić  |
| 7. hrvatska                          | general Stjepan Peričić                | 1. gorski zdrug 4. gorski zdrug                                                  | Nova Kapela Batrina | Brod, Kutjevo, Velika, Pakrac, Medari, Sava                                                                 |
| 8. hrvatska                          | general Roman Domanik                  | I. ustaški zdrug XI. ustaški zdrug 18. posadni zdrug                             | Sarajevo            | Javor planina, Krivaja, Nemila, Travnik, Gornji Vakuf, Kreševo, Bjelašnica, Foča                            |
| 9. hrvatska                          | general Božidar Zorn                   | 2. gorski zdrug VI. ustaški zdrug IX. ustaški zdrug                              | Mostar              | Bjelašnica, Vranica, Kupres, Livno, Sinj, Split                                                             |
| 10. hrvatska                         | general Ivan Tomašević                 | 10. lovački zdrug VII. ustaški zdrug                                             | Skočaj              | Pećigrad, Bužim, Otoka, Palanka, Srnetica, Šator planina, Svilaja, Trogir, Zadar, Gračac, Korenica, Drežnik |
| 11. hrvatska                         | ustaški pukovnik Juraj (Juco) Rukavina | IV. ustaški zdrug XVIII. ustaški zdrug                                           | Gospić              | Novi Vinodolski, Drežnica, Plaški, Plitvička jezera, Bunić, Udbina, Lovinac, St. Grad                       |
| 12. hrvatska                         | pukovnik Slavko Cesarić                | 13. posadni zdrug XII. ustaški zdrug 3. gorski zdrug                             | Brčko               | Sava, Bosna do Modriče, Gračanica, Bukovi, Krivaja r., Krivaja, Drinjača, Drina                             |
| 13. hrvatska                         | ustaški pukovnik Tomislav Rolf         | III. ustaški zdrug 12. pješački zdrug XVII. ustaški zdrug                        | Karlovac            | Klinča Sela, Živodina, Modruš, Slunj, Vrnograč, Topusko, Pisarovina                                         |
| 14. hrvatska                         | pukovnik Jaroslav Šotola               | XIV. ustaški zdrug 19. pješački zdrug                                            | Brod na Savi        | Željeznička pruga Zagreb – Zemun                                                                            |
| 15. hrvatska                         | general Milan Čudina                   | XVI. ustaški zdrug 16. pješački zdrug                                            | Doboj               | Željeznička pruga Brod – Sarajevo                                                                           |
| 16. hrvatska doknadna                | general Milivoj Durbešić               | 21. doknadni zdrug 23. doknadni zdrug XXI. ustaški doknadni zdrug                | Zagreb              | |

Zrakoplovstvo NDH ima u svibnju 1944. godine oko 13.000 pripadnika na području NDH (te oko 7.000 svojih pripadnika na službu kod njemačke Luftwaffe u drugim zemljama), Domobranstvo u isto vrijeme broji oko 160.000 pripadnika, a Ustaška vojnica daljnjih 76.000. Uračunavajući i Oružništvo s oko 23.000 ljudi, HOS tada broji čak 259.000 pripadnika (od toga, oko 40.000 ljudi u pozadinskim postrojbama). Kako međutim navodi Promemorija ministra vanjskih poslova M. Lorkovića od 5. veljače 1944. godine, izuzev Poglavnikovog tjelesnog sdruga, sve su druge postrojbe HOS-a podčinjene zapovjedništvima njemačkih divizija; koje zapovjedaju i s oko 250.000 njemačkih vojnika na području NDH, od kojih su oko 70 tisuća bili vojni obveznici NDH.
Njemačke i snage NDH i dalje vode borbe protiv NOVJ, kojih broj raste do oko 195.000 krajem godine (za razliku od stanja u prvim godinama rata kada su među njima bili u prvom redu Srbi, bilo je sada među njima oko dvije trećine Hrvata i Muslimana); među njima djeluje njih oko 20.000 pripadnika partizanskih postrojbi pridošlih iz Crne Gore i Srbije (u Srbiji i dalje partizani tek malo ratuju). Na Visu je stacionirano oko 2.000 britanskih vojnika, uz tamošnji aerodrom s kojega se osigurava lovačku zaštitu bombarerima i podupire djelovanje partizana. Četnici i nadalje surađuju s Nijemcima, sa sličnim brojem pripadnika kao i 1943. godine.
U listopadu 1944. godine su Partizani zauzeli Dubrovnik i Split, kao najznatnije gradove koje su do tada uopće uspjeli staviti pod svoju kontrolu. U prosincu će NOVJ u frontalnim operacijama zauzeti i Knin, dokazujući da su njegove snage - makar uz poteškoće - nadrasle fazu gerilskog ratovanja; stavljajući HOS pred nove izazove.
Brodovlje Mornarice NDH je nakon napuštanja Dalmacije usidreno u Rijeci, da bi 14. prosinca 1944. god. svi brodovi pokušali otploviti radi prelaska na stranu partizana. Nijemci su spriječili tu akciju, te je samo torpedni brod KS-5 uspio otploviti. Nakon toga su razoružani svi brodovi, a mornari uglavnom poslani u Zagreb (oko 600 hrvatskih mornara ostalo je do kraja rata u sastavu njemačke Kriegsmarine).

### Početak 1945.
Početkom 1945. počelo se povezivati nove ustaško-domobranske divizije u "zborove" te je do kraja ožujka 1945. stvoreno 5 zborova u koje je bilo svrstano 18 divizija. Tijekom ožujka i travnja sve su divizije bile raspoređene po zborovima a svaki zbor je bio sastava 3 do 4 divizije. Sastav zborova početkom travnja bio je sljedeći:
- I. Poglavnikov tjelesni zbor
- Zapovjednik domobranski general i ustaški pukovnik Ante Moškov
  - 1. hrvatska udarna divizija, zapovjednici generali Šimić i Antun Nardelli
  - PTS divizija (ili "tjelesna divizija"), zapovjednik general Mirko Gregorić
  - 5. ustaška divizija (nastala iz V. ustaškog zdruga), zapovjednik general Rafael Boban

- II. ustaški zbor
- Zapovjednik domobranski general i ustaški pukovnik Vjekoslav (Maks) Luburić
  - 1. divizija HOS-a (mješovita), zapovjednik general Julije Fritz
  - 17. divizija, zapovjednik general Roman Domanik
  - 18. ustaška udarna divizija, zapovjednik general Vladimir Majer
  - Ustaška obrana (u rangu divizije, zapravo prošireni Ustaški obrambeni zdrug)
  - dijelovi Crnogorske Narodne Vojske
- III. ustaški zbor
- Zapovjednik domobranski general i ustaški pukovnik Artur Gustović
  - 2. divizija, zapovjednik general Stjepan Peričić
  - 7. divizija, zapovjednik general Stjepan Mifek
  - 8. divizija, zapovjednik general Roman Domanik
- IV. ustaški zbor
- Zapovjednik domobranski general i ustaški pukovnik Josip Metzger
  - 3. divizija, zapovjednik pukovnik Zdenko Begić
  - 6. divizija, zapovjednik general Vladimir Metikoš
  - 15. divizija, zapovjednik general Miland Čudina
- V. ustaški zbor
- Zapovjednik domobranski general i ustaški pukovnik Ivo Herenčić
  - 10. divizija, zapovjednik general Ivan Tomašević
  - 11. divizija, zapovjednik pukovnik Josip Aleksić
  - 12. divizija, zapovjednik general Ivan Brozović
  - 1. posadna divizija Zagreb
  - dijelovi Crnogorske Narodne Vojske

Svi zborovi (osim I.-og) su nosili naziv ustaški a njima su zapovjedali istaknuti ustaški zapovjednici. Divizije su bile ustaške, ponekad s nazivom udarne, zatim mješovite ustaško-domobranske s nazivom hrvatske, te jedna gorska, sastavljena od prijašnjih domobranskih gorskih zdrugova. Ostali tipovi divizija bili su posadna, sastavljena od vojnih obveznika starijih godišta, te doknadna, koje su činili vojni obveznici unovačeni 1944. i 1945.
Načelno je nova organizacija HOS-a, koji u ožujku 1945. ima oko 280.000 ljudi i respektabilno naoružanje, trebala omogućiti obranu NDH u slučaju povlačenja njemačkih snaga; što se međutim neće pokazati izvedivim. Nakon što 450.000 bugarskih vojnika uz podršku oko 70.000 partizana koji su došli s područja NDH, te uz potporu oklopnih snaga Crvene Armije oslobađa Srbiju od njemačke okupacije, poziva Kralj Petar II. četnike da pristupe u Titove snage, što na području Srbije znatan dio njih i čini; a provodi se na području Srbije i Makedonije mobilizacija koja snagama pod kontrolom Tita i komunista dovodi nove pripadnike, sada uz znatnu sovjetsku vojnu pomoć. Snage NOVJ koje od 1. ožujka 1943. nose ime "Jugoslavenska armija" uz potporu približno 300.000 Bugara, te uz podršku sovjetskog topništva, riječnih brodova i zrakoplovstva predstavljaju snagu koju HOS očito nije mogao zaustaviti. Njemačke snage su se, pak, povlačile kako se pod pritiskom Crvene armije i Rumunjske vojske povlačio njihov front u susjednoj Mađarskoj - a zajedno s njemačkim divizijama povlačile su se i snage NDH, koje su uostalom i bile podređene zapovjedništvima tih njemačkih divizija.
Nakon što su 17. veljače 1945. godine partizani zauzeli Mostar, 6. travnja su ušli i u Sarajevo.
Četnici koji su se povukli s područja Crne Gore i Srbije su se u ožujku 1945. godine počeli premještati bez kontrole njemačkih zapovjedništva i bez dogovora s vlastima NDH, pa su njih oko 17.000 30. ožujka 1945. godine zaustavile i nakon borbi do 8. travnja 1945. godine razoružale snage HOS-a u Bitki na Lijevča polju.
Zbog znatnih gubitaka brojnost postrojbi HOS-a se do početka travnja 1945. smanjuje na vjerojatno oko 230.000 pripadnika, kojima prestaje opskrba streljivom.
Njemačkim snagama u NDH prijetilo je odsjecanje od glavnine i padanje u sovjetsko zarobljeništvo. Stoga je početkom travnja 1945. godine izvršeno izvlačenje njemačkih snaga iz Bosne na sjevernu obalu rijeke Save.
Nakon pada Beča u sovjetske ruke 10. travnja 1945. godine, te po početku napada jugoslavenskih i bugarskih vojnih snaga na Srijemskom frontu 12. travnja 1945. godine, dana 13. travnja 1945., Vrhovno zapovjedništvo njemačke vojske odobrilo je povlačenje njemačke Grupe armija "E", snage 420.000 ljudi (bez snaga HOS-a)  na zapad.
Zrakoplovstvo NDH, koje je trpjelo od teške nestašice goriva kao i njemački Luftwaffe, pod udarcima savezničkog zrakoplovstva se raspalo u travnju 1945. godine.

### Svibanj 1945.
Nakon proboja partizana na Bilogori 29. travnja 1945. - to se dogodilo nakon što su snage Crvene armije u Bitki za Berlin već zauzimale ulice njemačke prijestolnice - zapovjednik Grupe armija "E", general Alexander Löhr naredio je povlačenje svih njemačkih snaga s prostora Karlovac-Zagreb-Varaždin prema Austriji. Njemački zapovjednici su se (opravdano) bojali od padanja u zarobljeništvo Crvene armije ili jugoslavenskih komunista, te su pokušavali sa svojim snagam doći na područje gdje će se moći predati američkim i britanskim snagama.
Zajedno sa zalaznicom njemačkih snaga, počele su se 8. svibnja 1945. povlačiti i snage HOS-a zajedno s političkim čelništvom NDH. Nakon što je HOS napustio Zagreb, ondje su 9. svibnja 1945. godine ušle snage Jugoslavenske armije. Pri tome je mnoštvo teško ranjenih pripadnika HOS-a pobijeno, tako npr. kod jame Jazovka na Žumberku, a počinile su snage Jugoslavenske armije i masovni zločin u Gračanima gdje su žrtve uglavnom bili civilni stanovnici Zagreba.
Povlačenje je trajalo do 15. svibnja - snage Jugoslavenske armije i Bugarske armije su ih u stopu pratile, te su se HOS-ove snage u nekim situacijama morale probijati - kada su se snage HOS kod Bleiburga u Austriji predale britanskim snagama i položile oružje. Predaju je u ime Zapovjedništva HOS-a potpisao general Slavko Štancer. Odmah potom snage HOS-a su bile predane 3. jugoslavenskoj armiji te vraćene u Hrvatsku, gdje su tijekom Križnog puta velikim dijelom poubijane. Samo je manji broj pripadnika HOS-a prihvaćen u zarobljeničke logore, ili je bijegom uspio izbjeći da bude izručen Jugoslavenskoj armiji.
Uz pripadnike HOS-a, pobila je Jugoslavenska armije i znatan broj Hrvata koji su u svibnju 1945. godine bili zarobljeni kao pripadnici njemačkih legionarskih postrojbi.

## Zanimljivosti
- Ante Pavelić je 1951. formirao Vladu NDH u izbjeglištvu pri čemu je postavio Rafaela Bobana za ministra oružanih snaga.
- U izjavi o utemljenju Hrvatskog oslobodilačkog pokreta iz 1956. stoji da je HOP utemeljen kao nasljednik Hrvatskog ustaškog pokreta, Hrvatskih oružanih snaga, i Hrvatske stranke prava.
- HOS je također skraćenica za Hrvatske obrambene snage koje su djelovale od 1991. do 1993. tijekom Domovinskog rata u Hrvatskoj te rata u Bosni i Hercegovini. I taj HOS su pojedinci ponekad nazivali Hrvatske oružane snage.

## Unutarnje poveznice
- Ustaška vojnica
- Hrvatsko domobranstvo (NDH)
- Nezavisna Država Hrvatska
- Ustaše

## Vanjske poveznice
- Jozo Suton - Moje uspomene na oružane snage Nezavisne Države Hrvatske